# اکینومی امبوده
اکینومی امبوده (انگلیسی: Akinwunmi Ambode؛ زادهٔ ۱۴ ژوئن ۱۹۶۳) سیاست‌مدار اهل نیجریه است.
وی همچنین برندهٔ جوایزی همچون برنامه فولبرایت شده‌است.